# Lambula dampierensis
Lambula dampierensis là một loài bướm đêm thuộc phân họ Arctiinae, họ Erebidae.